# Плодородное (Запорожская область)
Плодоро́дное (укр. Плодородне) — село,
Плодородненский сельский совет,
Михайловский район,
Запорожская область,
Украина.
Код КОАТУУ — 2323385501. Население по переписи 2001 года составляло 1577 человек.
Является административным центром Плодородненского сельского совета, в который, кроме того, входят сёла
Братское,
Зразковое,
Показное и
Радостное.

## География
Село Плодородное находится на расстоянии 1 км от сёл Першотравневое и Показное.
Через село проходит железная дорога, станция Плодородие.
Рядом с селом проходит автомобильная дорога М-18 (E 105).

## История
- В 1810 году основано как село Райхенфельд.
- В 1945 году переименовано в село Широкое[2].
- В 1963 году переименовано в село Плодородное.

## Экономика
- «Алекс», ООО.
- «Лана», ООО и др.

## Объекты социальной сферы
- Школа.
- Детский сад.
- Дом культуры.
- Участковая больница (закрыта).
- Исторический музей.

## Достопримечательности
- На центральной улице села расположен музей под открытым небом[3]. На территории музея по инициативе предпринимателя Леонида Верещаги установлен памятник Сталину.
- На фронтах Великой Отечественной войны сражались с врагом 316 жителей села, 158 из них погибли, 191 — награждён орденами и медалями СССР. На братской могиле павших 50 воинов-освободителей воздвигнут памятник.